# ككبل غرين (باركشير)
ككبل غرين (بالإنجليزية: Cockpole Green)‏ هي قرية تقع في المملكة المتحدة في جنوب شرق إنجلترا.